# Lamposaari (ö i Södra Karelen, Villmanstrand, lat 60,92, long 27,83)
Lamposaari är en ö i Finland. Den ligger i sjön Suuri-Urpalo och i kommunen Luumäki i den ekonomiska regionen  Villmanstrands ekonomiska region  och landskapet Södra Karelen, i den södra delen av landet, 180 km nordost om huvudstaden Helsingfors. Öns area är 3 hektar och dess största längd är 280 meter i nord-sydlig riktning.